# Heloísa Marinho
Heloísa Marinho (São Paulo, 03 de setembro de 1903 – Rio de Janeiro, 04 de julho de 1994) foi uma educadora, psicóloga e filósofa brasileira.
Heloísa Marinho pode ser considerada como uma das educadoras brasileiras de grande influência da segunda metade do século XX, sendo fonte de inspiração em reformas educacionais do século 20, como, por exemplo, do Movimento da Escola Nova do Brasil. 
Seus objetos de pesquisa eram as crianças e a formação de educadores, sobretudo, professores pré-escolares em nível superior. Suas obras são embasadas pelas ideias Froebelianas. Pode se dizer, que grande parte da sua trajetória profissional, foi a docência. Além de se envolver na organização e planejamento de vários cursos de formação de professores. No período de 1930 a 1960, colaborou para que que o Instituto de Educação do Rio de Janeiro (IERJ) se tornasse referência na formação dos professores primários e pré primários.

## Biografia
Heloísa Marinho nasceu em 03 de setembro de 1903 em São Paulo. Teve início ao processo de escolarização em 1910 no colégio metodista Americano de Petrópolis.
Em 1923, concluiu o curso Normal do Colégio Bennett (Rio de Janeiro) como professora primária e também foi para o exterior a fim de prosseguir seus estudos.
Especializou-se em filosofia e psicologia pela Universidade de Chicago em 1928.
Entre 1929 e 1934, quando voltou ao Brasil, deu aulas de psicologia no colégio Bennett. A partir desse período, tornou-se assistente do professor Lourenço Filho durante dois anos no Instituto de Educação do Rio de Janeiro (IERJ) em Psicologia Educacional. E, em 1942, ocupou a função de professora catedrática de Psicologia Educacional do IERJ. 
Em 1948-1949 fez pós graduação em diversos cursos: pedagogia da leitura, psicologia e sociologia, além de ter feito doutorado em psicologia Educacional na Universidade de Chicago.
Em 1949 retornou ao Brasil, envolvendo-se na organização de cursos destinados a formação superior de professores em educação pré-primária, fortalecendo o Curso de Estudos da Criança (CEA), que foi, inicialmente, fundado por Lourenço Filho. 
Entre 1966 e 1970, organizou o curso de Pedagogia Especial no IERJ. Em 1976, na sociedade Pestalozzi, fundou o Centro de Pesquisa Helena Antipoff e, em 1979, fez parte do Núcleo de Desenvolvimento da Criança no Bennett.
Em 1982, fundou o Instituto Heloísa Marinho juntamente com o doutor Jairo Werner Júnior.
Heloísa Marinho morreu no dia 04 de julho de 1994.
Percebe-se que Heloísa Marinho durante sua trajetória esteve muito ligada, sobretudo, a organização de diversos cursos voltados para a formação de professores primários e pré-primários em nível superior e demonstrou-se referência como educadora no Instituto de Educação do Rio de Janeiro (IERJ).
Ela não chegou a exercer nenhum cargo político da área de educação, mesmo assim foi reconhecida profissionalmente por alguns dirigentes e políticos educacionais, tais como, Lourenço Filho e  Anísio Teixeira,demonstrando importância no campo das ideias pedagógica. .

## Obras
- MARINHO, Heloísa. A linguagem na idade pré-escolar. 2. ed. [S.l.]: Instituto Nacional de Estudos Pedagógicos (INEP), 1944. 72 p. (Boletim, 27).
- MARINHO, Heloísa. A linguagem no pré-escolar. Revista Brasileira de Estudos Pedagógicos, v. 1, n. 1, p. 46-53, jul. 1944.
- MARINHO, Heloísa. Assuntos predominantes na linguagem do pré-escolar. Revista Brasileira de Estudos Pedagógicos, v. 1, n. 3, p. 376-386, Set. 1944.
- MARINHO, Heloísa. Como a criança aprende a ler brincando. Revista Brasileira de Estudos Pedagógicos, v. 56, n. 124, p. 366-379, out./dez. 1971.
- MARINHO, Heloísa. Currículo por atividades. Rio de Janeiro: América, 1978.
- MARINHO, Heloísa. Escrita na escola primária. Revista Brasileira de Estudos Pedagógicos, v. 44. n. 100, p. 315-331, 1965.
- MARINHO, Heloísa. Estimulação essencial. 1978. Mimeografado.
- MARINHO, Heloísa. O vocabulário ativo na criança pré-escolar. Revista Brasileira de Estudos Pedagógicos, v. 4, n.11, p. 210-222, maio 1945.
- MARINHO, Heloísa. Vida e educação no jardim de infância. Rio de Janeiro: Ed. A Noite, 1952. 254 p.
- MARINHO, Heloísa. Vida, educação e leitura. Rio de Janeiro: América, 1976.
- MARINHO, Heloísa; FERREIRA, Marina da Cruz Bessone da Cruz. Métodos de ensino de leitura. Revista Brasileira de Estudos Pedagógicos, v. 28, n. 68, p. 131-150, 1957 [3]